# Villa medicea di Montevettolini
La Villa Medicea di Montevettolini si trova in una piccola frazione del comune di Monsummano Terme (provincia di Pistoia).

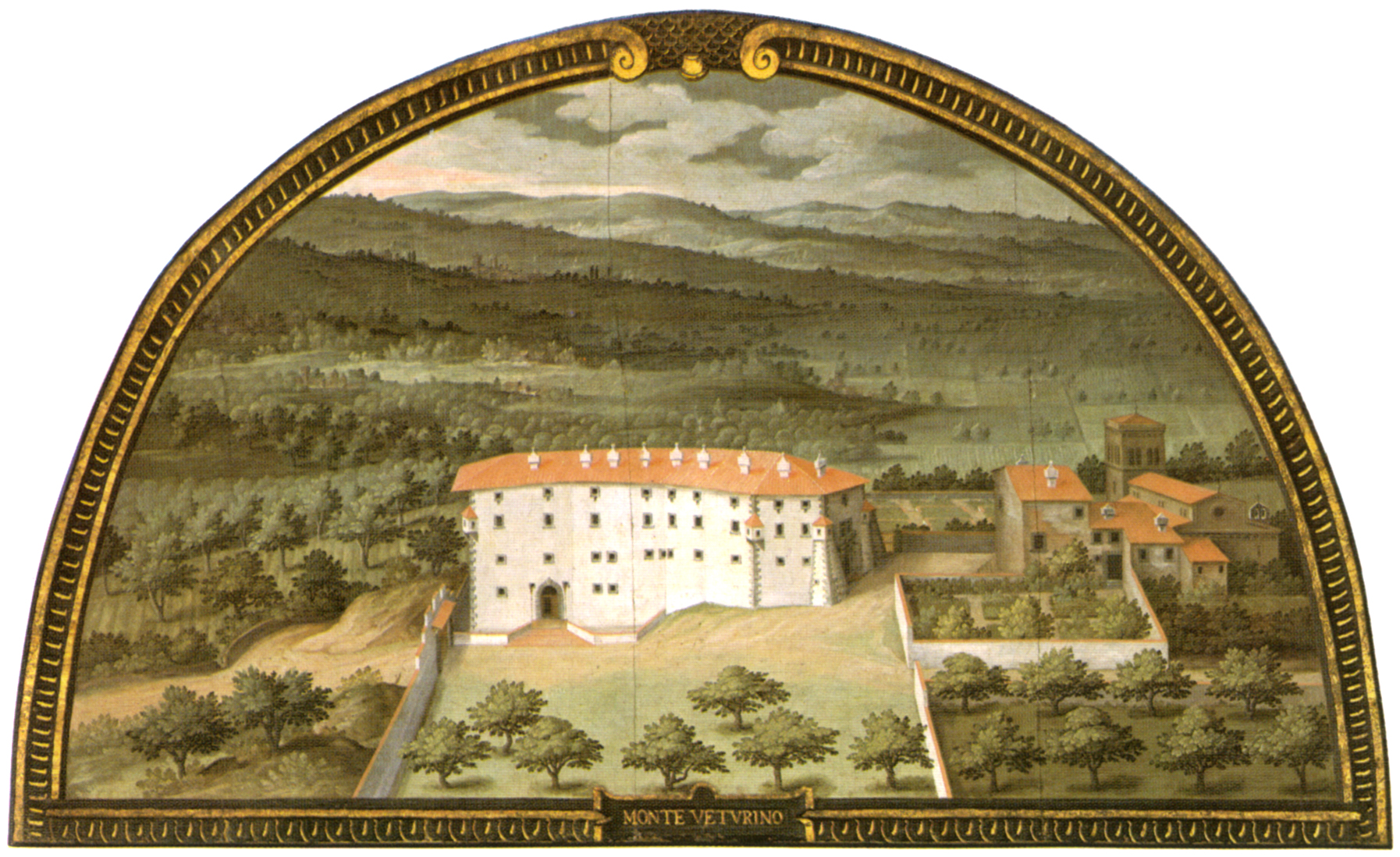
Monte Vetturino, Giusto Utens

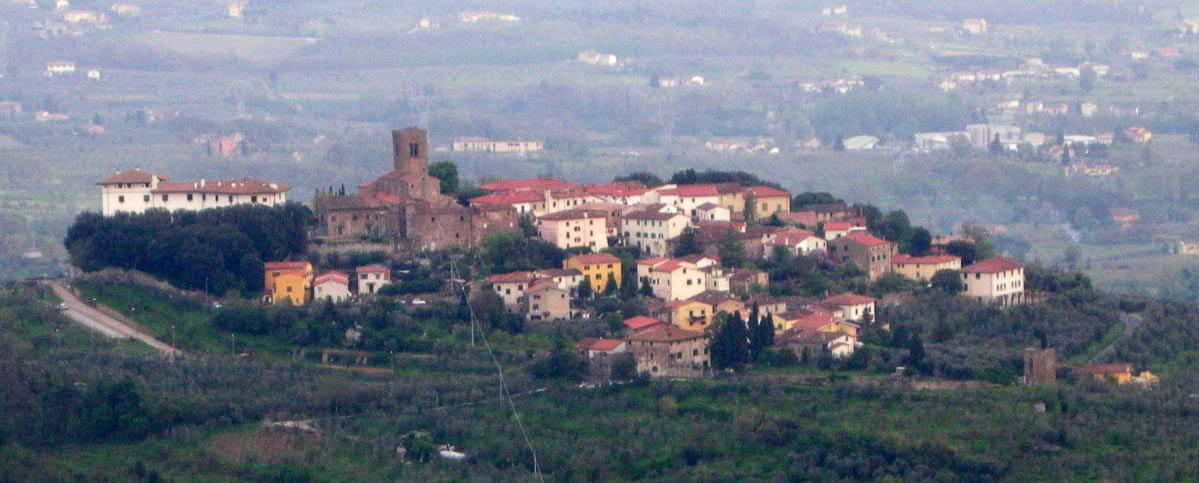
Montevettolini oggi (la villa è a sinistra)

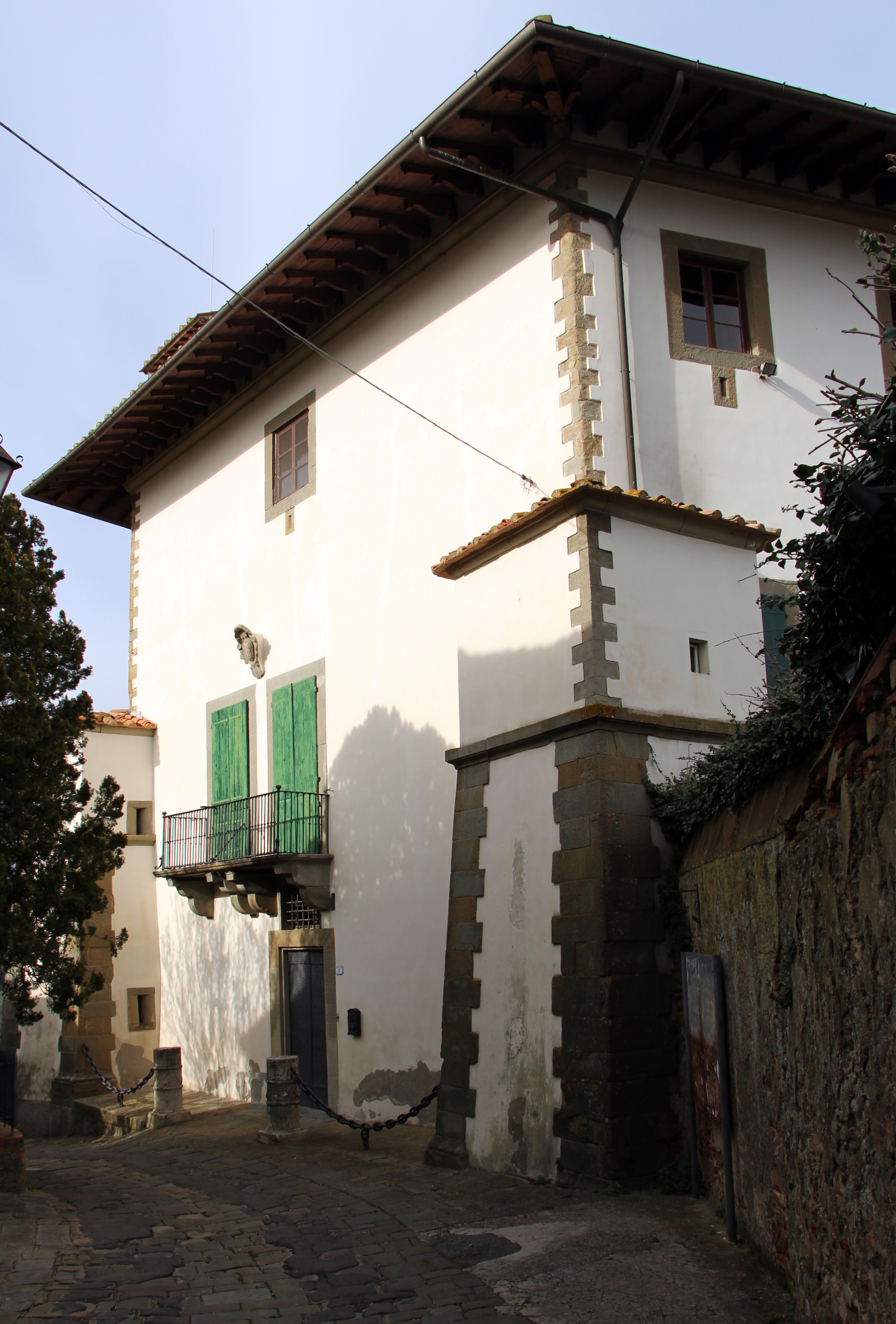
Ingresso della villa

## Storia e descrizione
Chiamata anche "Monte Veturino", la villa venne costruita dopo il 1597 su incarico di Ferdinando I de' Medici su un alto poggio alle pendici del Monte Albano, dove si trovava un'immensa riserva di caccia granducale recintata, il cosiddetto Barco Reale.
Si incaricò dell'edificazione l'architetto Gherardo Mechini, allievo di Bernardo Buontalenti, che incorporò alcune strutture più antiche dell'antica borgo medievale, in particolare una rocca e un tratto di mura. Fu terminata entro il primo ventennio del XVII secolo e il risultato fu una villa dall'aspetto severo e compatto, a pianta poligonale, imponente sul territorio circostante, a picco su due lati della vallata, con rinforzi a barbacane, finestre piccole e garitte angolari di osservazione.
Il suo aspetto quindi ricorda più un fortilizio difensivo che una villa per soggiorni di piacere (come la coeva Villa di Artimino) e faceva da centro amministrativo delle tenute medicee nella Bassa Valdinievole.
La villa fu rappresentata da Giusto Utens nella serie di lunette sulle ville medicee, e possiamo vedere alcuni dettagli non più esistenti, come le torrette di guardia sospese, i numerosi comignoli e i due orti murati, uno con alberi da frutto e uno con aiuole geometriche all'italiana. Ben visibile è invece sia nella lunetta che ancora oggi la chiesa dei Santi Michele Arcangelo e Lorenzo Martire.
La villa, usata spesso da Ferdinando I, fu venduta dal suo nipote Ferdinando II con gran parte dei terreni circostanti, con un atto datato 17 agosto 1650.
Passò alla famiglia Bartolomei, che la tennero fino al 1871, quando fu venduta al principe Marcantonio V Borghese, che, come a Cafaggiolo, intraprese numerosi lavori di restauro, in questo caso cercando però di recuperare l'aspetto cinquecentesco della villa che all'epoca risultava già compromesso. Gli eredi della famiglia Borghese la posseggono tuttora , la villa è visitabile dal pubblico durante le giornate del FAI, le attività promosse dall'ADSI e le attività culturali promosse dall'Associazione Leonardo 500 .